# Gemeentehuis van Koekelberg

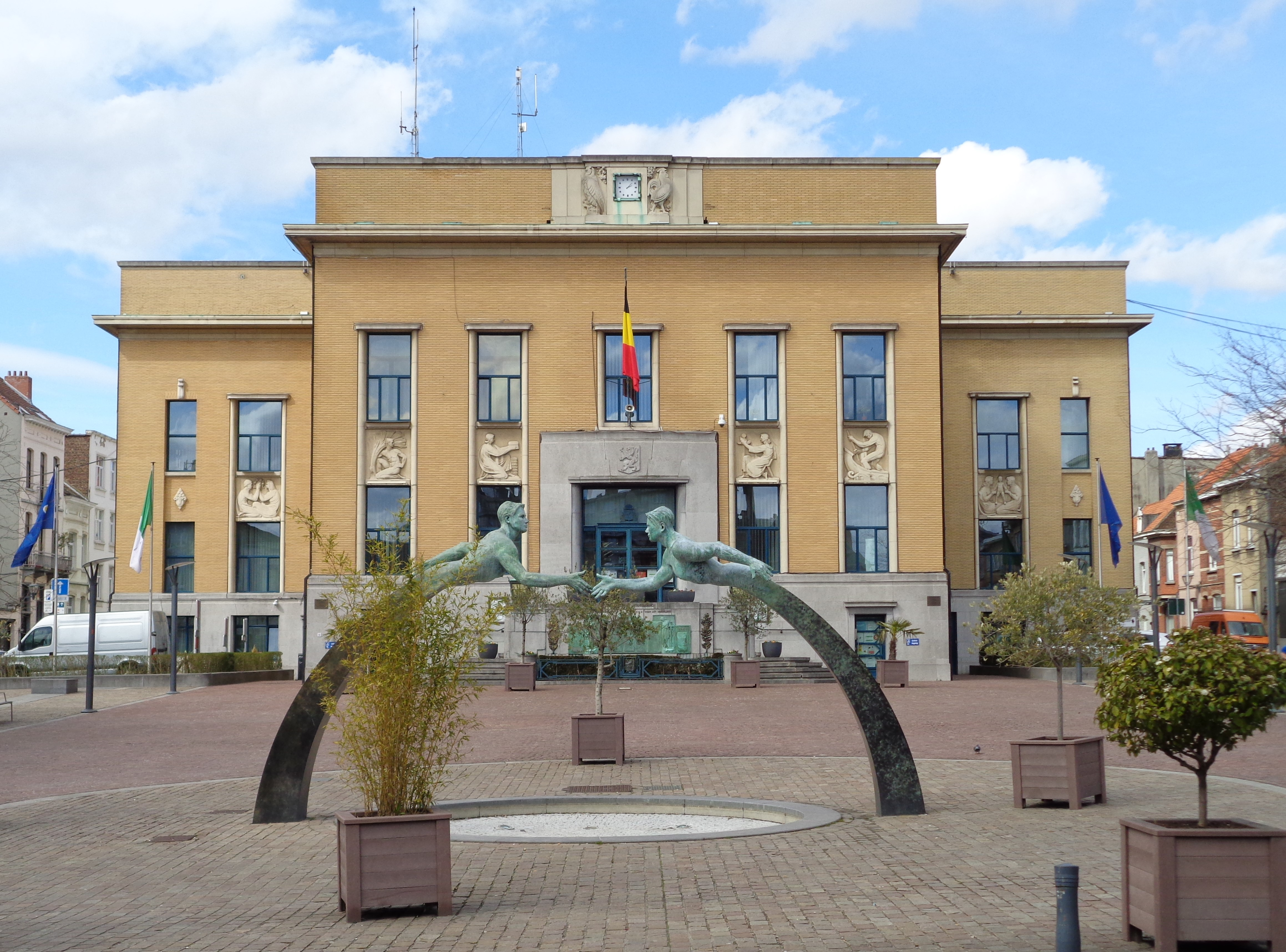
Gemeentehuis van Koekelberg

Het gemeentehuis van Koekelberg (Frans: Maison communale de Koekelberg) is een gebouw in de Belgische gemeente Koekelberg in het Brussels Hoofdstedelijk Gewest. Het gebouw staat aan het Henri Vanhuffelplein 6. Tegenover het gemeentehuis staat de Sint-Annakerk.

## Geschiedenis
De gemeente had in eerdere jaren in diverse panden, tot zij in 1880 besloot een nieuw gemeentehuis te laten bouwen.
In 1882 werd het gemeentehuis gebouwd naar het ontwerp van de architect Delplace. In 1903 werd het verbouwd naar het ontwerp van architect De Plaen.
In 1939 werd besloten om het gebouw te moderniseren en uit te breiden. In 1957 werd de rechtervleugel gebouwd.